# 花田貴裕
花田 貴裕（はなだ たかひろ、1973年〈昭和48年〉8月20日 - ）は、千葉県出身の日本の外交官。

## 略歴
- 1996年3月　東京大学経済学部経済学科卒業
- 1996年4月　外務省入省
- 2011年7月　在ドイツ日本国大使館 一等書記官
- 2013年4月　在ドイツ日本国大使館 参事官
- 2014年4月　アジア大洋州局地域政策課 首席事務官
- 2014年8月　大臣官房会計課 首席事務官
- 2015年10月　大臣官房会計課企画官 兼 首席事務官
- 2016年7月　経済局政策課企画官
- 2019年9月　国際協力局開発協力総括課長
- 2021年7月　欧州局中・東欧課長
- 2022年8月　大臣官房報道課長
- 2023年6月　在フィリピン日本国大使館参事官 兼 総領事